# Eduardo Fernández García
Eduardo Fernández García  (León, 4 de marzo de 1966) es un político y abogado español que ha desempeñado toda su trayectoria en la provincia de León. Es miembro y presidente del Partido Popular de León. Está casado y tiene dos hijos.

## Carrera política
Nacido en la localidad de León, licenciado en Derecho, graduado en Ciencias Políticas y de la Administración y Geografía e Historia con un máster en Cultura y Pensamiento Político.
Ha sido concejal del Ayuntamiento de Ponferrada y portavoz del Partido Popular en el Consejo Comarcal del Bierzo  de 1995 a 2000; después fue nombrado director general de Administración Territorial de la Junta de Castilla y León de 2000 a 2003; y después delegado territorial en León de la Junta se Castilla y León de 2003 a 2011, año en el que es elegido diputado.
| Predecesor: Marcos Martínez Barazón | Presidente del PP de León 2014- 2017 | Sucesor: Juan Martínez Majo |